# وینکو برشان
وینکو برشان (کرواتی: Vinko Brešan؛ زادهٔ ۳ فوریهٔ ۱۹۶۴) کارگردان فیلم کروات است که بیشتر برای ساختن چندین کمدی سیاه کرواتی شناخته می‌شود. او در زاگرب زاده شد. پدرش ایوو برشان بود و مادرش یلنا گودلار نام داشت. بخشی از اصالت مادر وینکو یهودی بود.
از کارهای وی می‌توان کارگردانی چگونه جنگ در جزیره من آغاز شد را نام برد.